# Bulzeștii de Sus
Bulzeștii de Sus è un comune della Romania di 323 abitanti, ubicato nel distretto di Hunedoara, nella regione storica della Transilvania.
Il comune è formato dall'unione di 9 villaggi: Bulzeștii de Jos, Bulzeștii de Sus, Giurgești, Grohot, Păulești, Rusești, Stănculești, Ticera, Tomnatec.